# Krbela Vela
Krbela Vela je nenaseljeni otočić u hrvatskom dijelu Jadranskog mora.
Njegova površina iznosi 0,156 km². Dužina obalne crte iznosi 2,17 km.